# تپه آسیاب آورزمان
تپه آسیاب آورزمان مربوط به دوره اشکانیان - سده‌های اولیه و میانه و متاخر دوران‌های تاریخی پس از اسلام است و در شهرستان ملایر، بخش سامن، دهستان آورزمان، روستای آورزمان واقع شده و این اثر در تاریخ ۲۵ آبان ۱۳۸۷ با شمارهٔ ثبت ۲۳۶۶۲ به‌عنوان یکی از [[فهرست آثار ملی ایران|آثار ملی ایران]] به ثبت رسیده است.